# Désirée Nosbusch
Désirée Nosbusch también conocida como Désirée Becker, (Esch-sur-Alzette, 14 de enero de 1965) es una presentadora de televisión y actriz luxemburguesa. Nació en la ciudad luxemburguesa de Esch-sur-Alzette, de padre luxemburgués y madre italiana. En la década de 1980 vivió en Manhattan, en la ciudad de Nueva York, y desde la década de 1990 hasta 2008 vivió en Los Ángeles.
Nosbusch habla luxemburgués, alemán, francés, italiano e inglés. Ha actuado en películas y programas de televisión tanto en lengua francesa como alemana desde su adolescencia, cuando fue miembro del grupo de teatro juvenil del Liceo Hubert Clément de Esch-sur-Alzette; también ha participado en algunas miniseries televisivas en italiano. Presentó el Festival de la Canción de Eurovisión 1984, organizado en Luxemburgo, y la versión infantil de Ruck Zuck denominada Kinder Ruck Zuck. Nosbusch también es cantante. El 1984 grabó un dúo con el cantante austríaco Falco titulado Kann es Liebe sein?.

## Filmografía seleccionada
- Nach Mitternacht (1981, dirigida por Wolf Gremm)
- Der Fan (1982, dirigida por Eckhart Schmidt)
- Sing Sing (1983, dirigida por Sergio Corbucci)
- Questo e Quello (1983, dirigida por Sergio Corbucci)
- Good morning, Babilonia (1987, dirigida por Paolo y Vittorio Taviani)
- A.D.A.M. (1988, dirigida por Herbert Ballmann)
- A Wopbopaloobop A Lopbamboom (1989, dirigida por Andy Bausch)
- Jean Galmot, aventurier (1990, dirigida por Alain Maline)
- La Femme fardée (1990, dirigida por José Pinheiro)
- Felipe ha gli occhi azzurri (miniserie de televisión) (1991, dirigida por Gianfranco Albano y Felice Farina)
- Piazza di Spagna (miniserie de televisión) (1993, dirigida por Florestano Vancini)
- Opernball (película de televisión) (1998, dirigida por Urs Egger)
- Contaminated Man (2000, dirigida por Anthony Hickox)
- High Explosive (2001, dirigida por Timothy Bond)
- Feindliche Übernahme (2001, dirigida por Carl Schenkel)
- Avalanche (película de televisión) (2008, dirigida por Jörg Lühdorff)
- Bad Banks (serie de televisión) (2018, creada por Oliver Kienle)